# São Jerônimo (ort)
São Jerônimo är en ort i Brasilien.   Den ligger i kommunen São Jerônimo och delstaten Rio Grande do Sul, i den södra delen av landet, 1 600 km söder om huvudstaden Brasília. São Jerônimo ligger 18 meter över havet och antalet invånare är 17 056.
Terrängen runt São Jerônimo är platt. Närmaste större samhälle är Charqueadas, 9,3 km öster om São Jerônimo.
I omgivningarna runt São Jerônimo växer huvudsakligen savannskog. Runt São Jerônimo är det ganska tätbefolkat, med 70 invånare per kvadratkilometer.